# 思恭堂
30°02′58.6″N 119°57′31.4″E / 30.049611°N 119.958722°E
思恭堂为位于中华人民共和国浙江省杭州市富阳区富春街道鹳山路的一座前英国圣公会教堂，创建于清宣统二年（1910年），建筑由英国工程师设计监造，坐东朝西，平面呈十字形，分上下两层，石木结构，其西侧原为同时期建造的牧师楼，1997年被改建为六层办公楼。